# Huygenslyceum
Het Huygenslyceum was een school in de Nederlandse plaats Voorburg. Inmiddels is de school na een fusie met College Het Loo opgegaan in Gymnasium Novum.

## Geschiedenis
De school werd opgericht in 1946, aanvankelijk als HBS en gymnasium en verhuisde in 1952 naar de Carel Vosmaerstraat 1 in Voorburg. Er was toen eveneens een MMS afdeling aan verbonden, die later werd omgezet naar een HAVO-opleiding. 
Eind jaren 60 groeide de school uit zijn behuizing. Er werd een noodgebouw aan de Louis Couperusstraat als huisvesting voor de brugklassen betrokken en langs de Aart van der Leeuwkade werden een aantal lokalen voor onderwijs in vreemde talen, met hoofdtelefoons en bandrecorders, opgericht.
Nadat de school in 1991 fuseerde met de Thomas More Mavo, kwam daar ook een MAVO-opleiding bij. In 2006 fuseerde de school met het College Het Loo en werd het Gymnasium Novum.

## Bekende oud-leerlingen
- Ankie Broekers-Knol, VVD-politica, voorzitter Eerste Kamer
- Jerney Kaagman, zangeres
- Paul van Meenen, D66-politicus
- Ramses Shaffy, chansonnier en acteur
- Hans van Zetten, turncoach en sportcommentator
- Robert Jensen, voormalig Nederlands televisiepresentator
- Pim Vosmaer, acteur